# Chris Harris
Chris Harris (Fort Wright, 25 de dezembro de 1973) é um lutador de wrestling estadunidense.

## Carreira no Wrestling
- World Championship Wrestling (2000-2001)
- Total Nonstop Action Wrestling (2002-2008)

### WWE(2008)
Harris fez sua estréia na ECW no 8 de julho de 2008, vencendo Armando Estrada usando o ring name de Braden Walker. Foi despedido no dia 7 de agosto.

## Campeonatos e prêmios
- Frontier Elite Wrestling
  - FEW Tag Team Championship (1 vez) - com James Storm
- Interstate Championship Wrestling
  - ICW Heavyweight Championship (1 vez)
- Mountain Wrestling Association
  - MWA Heavyweight Championship (2 vezes)
  - MWA Tag Team Championship (1 vez) com Rated X
- Music City Wrestling
  - NWA North American Heavyweight Championship (1 vez)[1]
- NWA Shockwave
  - NWA Cyberspace Heavyweight Championship (1 vez)[2]
- Northern Wrestling Federation
  - NWF Heavyweight Championship (2 vez)
  - NWF Tag Team Championship (1 vez) - com Sean Casey
  - NWF Tri-State Championship (1 vez)
- Pro Wrestling Illustrated
  - PWI ranked him #44 of the top of 500 singles lutadores in the PWI 500 em 2004[3]
  - PWI Tag Team of the Year (2004)[4] - com James Storm
- Superstar Wrestling Federation
  - SWF Heavyweight Championship (1 vez)
- Total Nonstop Action Wrestling
  - NWA World Tag Team Championship (7 vezes)[5] - com James Storm (6) e Elix Skipper (1)
- USA Championship Wrestling
  - USA North American Heavyweight Championship (1 vez)[6]
- Wrestling Observer Newsletter awards
  - Tag Team of the Year em 2005 - com James Storm
  - Worst Worked Match of the Year (2007)vs. James Storm em uma Blindfold match no Lockdown

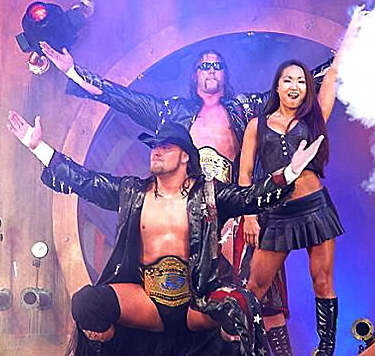
America's Most Wanted (Chris Harris, James Storm e Gail Kim) na TNA.